# Sagenomella sclerotialis
Sagenomella sclerotialis är en svampart som beskrevs av W. Gams & Breton 1978. Sagenomella sclerotialis ingår i släktet Sagenomella och familjen Trichocomaceae.   Inga underarter finns listade i Catalogue of Life.